# Nafkom Browary
Nafkom Browary (ukr. Футбольний клуб «Нафком» Бровари, Futbolnyj Kłub "Nafkom" Browary) – ukraiński klub piłkarski z siedzibą w Browarach, w obwodzie kijowskim. Otrzymał status profesjonalny w roku 2001.

## Historia
Chronologia nazw:
- 1996—1999: UFEI Irpień (ukr. УФЕІ Ірпінь
- 2000: Akademia Irpień (ukr. «Академія» Ірпінь)
- 2001—2004: Nafkom-Akademia Irpień (ukr. «Нафком-Академія» Ірпінь)
- lato 2004—...: Nafkom Browary (ukr. «Нафком» Бровари)

Drużyna piłkarska UFEI Irpień została założona w mieście Irpień, kiedy w 1996 roku miejscowy Industrialny Technikum (ukr. Ірпінський індустріальний технікум) został przekształcony w UFEI - Ukraiński Finansowo-Ekonomiczny Instytut (ukr. Український фінансово-економічний інститут) i reprezentowała go. Latem 1999 Instytut został reorganizowany w Narodową Akademię Państwowego Urzędu Podatkowego Ukrainy (ukr. Національна Академія державної податкової служби України) i od 2000 roku również klub zmienił nazwę na Akademia Irpień. Drużyna brała udział w rozrywkach amatorskich. W 2001 roku klub uzyskał nowego sponsora i zmienił nazwę na Nafkom-Akademia Irpień. Otrzymał status profesjonalny i od sezonu 2001/02 występował w rozgrywkach Drugiej Lihi. Po dwóch sezonach klub zdobył awans i od sezonu 2003/04 występował w Pierwszej Lidze. Potem latem 2004 roku klub przeniósł się do Browar (ok. 40 km od Irpienia) i przyjął nazwę Nafkom Browary. Po sezonie 2004/05 klub spadł do Drugiej Lihi. Po zakończeniu sezonu 2008/09 klub zajął wysokie 5 miejsce, ale przez problemy finansowe zrezygnował z dalszych występów na szczeblu profesjonalnym. Potem występował w rozgrywkach lokalnych.

## Sukcesy
- 14 miejsce w Pierwszej Lidze: 2003/04

## Inne
- Budiwelnyk Browary
- FK Browary